# Villeloup
Villeloup ist eine französische Gemeinde mit 129 Einwohnern (Stand 1. Januar 2022) im Département Aube in der Region Grand Est (vor 2016 Champagne-Ardenne). Die Gemeinde gehört zum Arrondissement Troyes und seit 2015 zum Kanton Saint-Lyé (zuvor Kanton Troyes-4).

## Geographie
Villeloup liegt etwa 18 Kilometer westnordwestlich von Troyes. Umgeben wird Villeloup von den Nachbargemeinden Échemines im Norden und Nordwesten, Le Pavillon-Sainte-Julie im Osten und Nordosten, Dierrey-Saint-Pierre im Süden und Südwesten sowie Prunay-Belleville im Westen.

## Bevölkerungsentwicklung
| 1962                      | 1968 | 1975 | 1982 | 1990 | 1999 | 2006 | 2013 |
| ------------------------- | ---- | ---- | ---- | ---- | ---- | ---- | ---- |
| 96                        | 97   | 78   | 106  | 119  | 110  | 129  | 117  |
| Quelle: Cassini und INSEE |      |      |      |      |      |      |      |

## Sehenswürdigkeiten
- Kirche Nativité-et-Assomption-de-la-Vierge aus dem 12. Jahrhundert

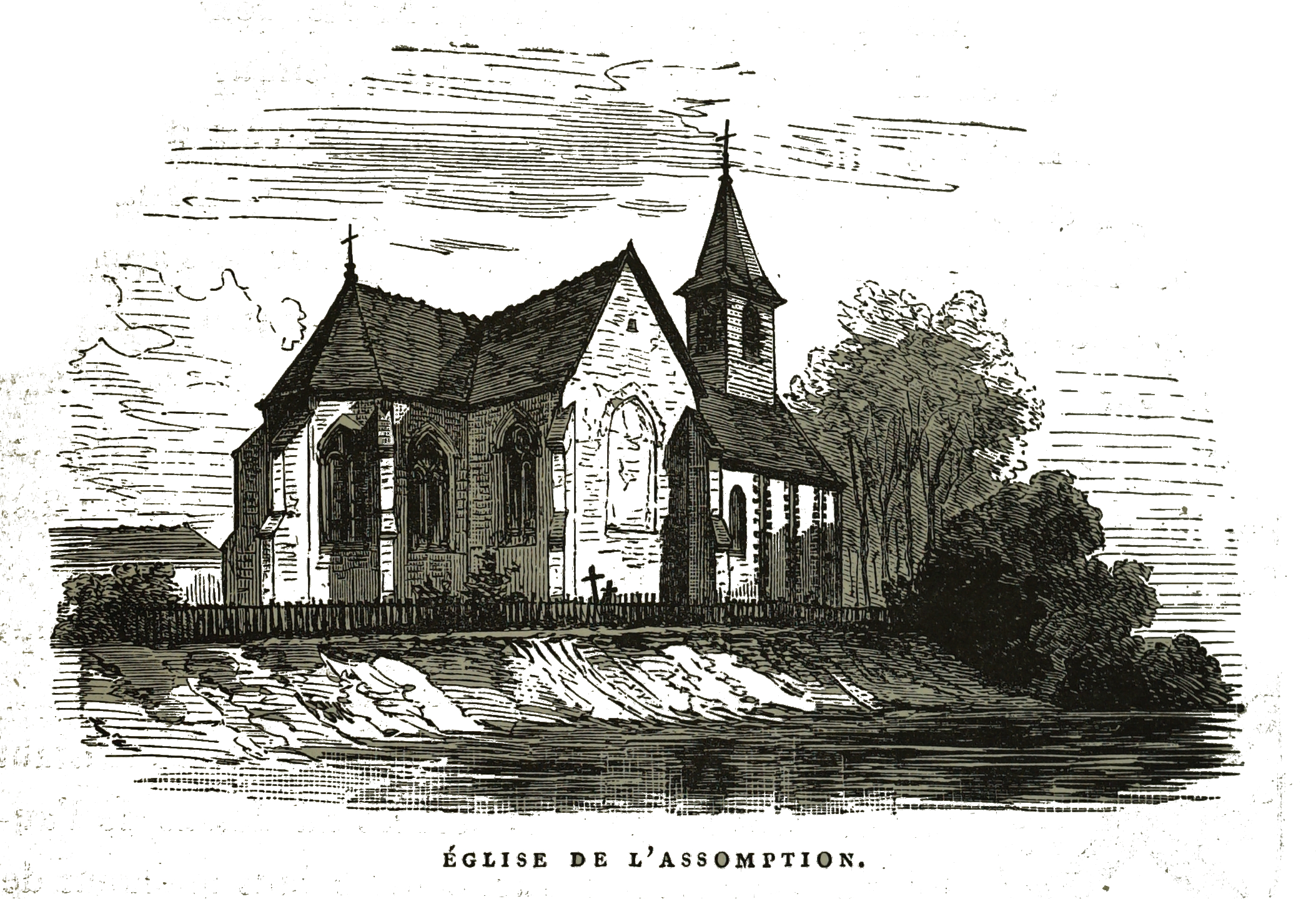
Kirche, Zeichnung von Charles Fichot